# Eider Stellaire
Eider Stellaire — Zeuhl-группа, возникла в 1980 году на основе группы Astarte (из неё в Eider Stellaire вошли три музыканта). Группу возглавил барабанщик Мишель Ле Бар, который в середине 80-х присоединится к группе Offering (пост-Magma). Музыканты Eider Stellaire часто выступали на разогреве концертов Magma, поскольку у обоих коллективов было общее музыкальное видение: классические корни (Барток, Стравинский, Орф) и чистая энергия рока, огромная значимость ритм-секции и женский вокал без слов. Первый альбом Eider Stellaire стал классикой Zeuhl и прог-рока. Он был большим раритетом до переиздания 2011 года (Мишель Ле Бар долго отказывался его переиздавать). Второй альбом — более лёгкий, хотя оба альбома определили особое звучание группы. Музыка Eider Stellaire похожа на Weidorje и Zao, но менее страстная, более жёсткая и техничная. Её стиль варьируется от сдержанного оптимизма Magma до бездн Univers Zéro.

## Дискография
- 1981: 1
- 1986: 2
- 1987: 3
- 1987: Enneade — композиция «Millénaires. L'exhortation au combat» в коллективном альбоме.
- 1988: Unreleased 4th Album (условное название) — 4-й альбом никогда не выходил и представляет собой бутлег плохого качества из демозаписей и отрывков концертных выступлений.
- 2011: 1 — переиздание первого альбома на CD с 10-минутной версией композиции «Nihil» в качестве бонус-трека.